# Antonio Cárdenas Guillén
Antonio Ezequiel Cárdenas Guillén (alias Tony Tormenta) (5 de marzo, de 1962, Matamoros, Tamaulipas, México – 5 de noviembre de 2010, Matamoros, Tamaulipas, México), fue un capo mexicano y uno de los dos líderes de la organización criminal conocida como el Cártel del Golfo. Antonio era hermano de Osiel Cárdenas Guillén y socio de Jorge Eduardo Costilla Sánchez.
Se cree que Cárdenas había comenzado su carrera en el tráfico de drogas durante la década de 1980. Él aumentó su rango en las filas del cártel del Golfo hasta convertirse en su líder después de la detención de su hermano Osiel en el 14 de marzo de 2003. Él, junto con otros socios del Cártel del Golfo, era responsable de los envíos de varias toneladas de marihuana y cocaína de México a los Estados Unidos.

## Cargos y recompensa
Cárdenas fue uno de los once fugitivos mexicanos más buscados por la Drug Enforcement Administration (DEA) de los Estados Unidos. Él fue acusado por el gobierno federal en 2008 en el Distrito de Columbia y el Departamento de Estado de los Estados Unidos ofrecía una recompensa de hasta $5 millones de dólares por información que condujera a su arresto.

## Historia
La Bureau for International Narcotics and Law Enforcement Affairs (Oficina Internacional de Narcóticos y Asuntos de Aplicación de la ley) en el Departamento de Estado de EE. UU. ofreció información sobre Antonio Ezequiel Cárdenas Guillén, como la siguiente:
El cártel del Golfo, originalmente fundada en México la década de 1930 para el contrabando de whisky y otros productos ilícitos en los Estados Unidos, se expandió de manera significativa por la década de 1970 a cargo de Juan García Abrego, quien se convirtió en el primer narcotraficante en ser puesto dentro de los 10 fugitivos más buscados del FBI. Después de su arresto 1996 por las autoridades mexicanas y posterior deportación a los Estados Unidos, Óscar Malherbe de León tomó el control del cártel hasta su detención, poco tiempo después. Fue reemplazado por Osiel Cárdenas Guillén, quien fue arrestado en 2003 y extraditado a los Estados Unidos en 2007. El Departamento de Estado de los Estados Unidos Narcotics Rewards Program (Programa de Recompensas de Narcóticos) desempeño un papel significativo en la captura de estos tres líderes del Cártel del Golfo, con ofertas de recompensa y los pagos posteriores recompensa. El cártel del Golfo controla la mayor parte del tráfico de cocaína y marihuana a través del corredor de Matamoros, Tamaulipas, a los Estados Unidos.
Los Zetas evolucionaron a partir de un pequeño grupo de desertores de las Fuerzas Especiales de México, contratados por Osiel Cárdenas Guillén, para su seguridad personal, en una implacable fuerza de seguridad para todo el Cártel del Golfo. Los Zetas también asumió la responsabilidad para el paso seguro de la cocaína del cártel del Golfo y otras drogas de México a los Estados Unidos y se han convertido en una organización de tráfico de drogas importantes por derecho propio. Los Zetas se les atribuye los crecientes índices de violencia en México, en gran parte a batallas con los cárteles de drogas.
Antonio Ezequiel Cárdenas Guillén era el hermano de Osiel Cárdenas Guillén y estrecho colaborador de Jorge Eduardo Costilla Sánchez. Antonio Cárdenas se cree que facilita la planificación, la supervisión y dirección del tráfico de drogas y las actividades de recolección de dinero en Matamoros y el control del corredor Matamoros-Brownsville, en nombre del cártel del Golfo. Se cree que Antonio Cárdenas comenzó su carrera en el tráfico de drogas durante la década de 1980. Antonio Cárdenas emergió de las filas del cártel del Golfo y se le dio finalmente el mando de la Plaza Matamoros. Él, junto con otros socios del Cártel del Golfo, es responsable de los envíos de varias toneladas de marihuana y cocaína de México a los Estados Unidos. Está acusado en una acusación federal de 2008 en el Distrito de Columbia con violaciones del Título 21 USC, secciones 959, 960, 963, y el Título 18 USC, Sección 2. Alias: "Ezequiel Cárdenas Guillén", "Marcos Ledesma", "Tony Tormenta", "licenciado".

## Muerte
El 5 de noviembre de 2010, Antonio Ezequiel Cárdenas Guillén, «Tony Tormenta», líder del Cártel del Golfo, fue muerto a tiros durante un enfrentamiento que tuvo lugar en la ciudad fronteriza de Matamoros, Tamaulipas. Otros cuatro miembros de la escolta de Ezequiel Cárdenas Guillén, mejor conocidos como Los Escorpiones' o el Grupo Escorpios', fueron abatidos por las tropas federales. Dos infantes de marina y un soldado murieron durante el acto, así como un periodista, quien murió en el fuego cruzado. Sin embargo, por el otro lado, medios locales señalan que más de 50 sicarios del cártel del golfo fueron abatidos. Aunque aún no se ha confirmado, algunos testigos, al igual que blogs y medios de la ciudad hermana de Brownsville, Texas, mencionan que más de 100 personas murieron ese día durante el tiroteo.